# Caballeros de Solamnia
Los Caballeros de Solamnia son una orden de caballería ficticia del universo ficticio de Dragonlance. Se originaron en el reino de Solamnia y se distinguen por sus tradiciones de honor y su apego al Código y la Medida. El Código es la base de su ideología y reza "Est Sularus Oth Mithas", que en el lenguaje solámnico significa "Mi Honor es mi Vida". La Medida son un sinnúmero de tomos que detallan el protocolo y tradiciones de la orden. Los dos caballeros más destacados son Huma Dragonbane y Sturm Brightblade.

## Historia
La orden surgió casi dos mil años antes de Guerra de la Lanza. La fundó Vinas Solamnus, el capitán del ejército de Ergoth. Tras derrocar al reino, Solamnus fundó el reino de Solamnia. La orden fue fundada para preservar la paz en el mundo, alentado por los dioses Paladine, Kiri Jolith y Habbakuk. Lucharon en la Tercera Guerra del Dragón. Finalmente Huma venció a Takhisis.

## Órdenes
Los Caballeros de Solamnia están divididos en tres órdenes.

### Caballeros de la Corona
Los Caballeros de la Corona son la orden más baja de los Caballeros de Solamnia. Todos los integrantes empiezan en esta orden, entrenándose en la virtud de la lealtad. Los candidatos deben ser presentados ante el consejo de caballeros y ser patrocinados por un caballero de buena reputación. Si el consejo lo acepta, el caballero presta el juramento de honrar la orden y las causas de la corona, y jurar lealtad a la misma y a los ideales de los Caballeros de Solamnia. Habbakuk es su patrón. A esta orden, pese a ser la de menor rango, pertenecen Sturm y Huma, los dos caballeros más célebres de la orden.

### Caballeros de la Espada
Si un Defensor de la Corona quiere entrar en los Caballeros de la Espada, será sometido a un juicio. Si el Consejo de Caballeros lo acepta, el caballero hará una misión para probar su compasión, sabiduría, generosidad y habilidades en combate. Si tiene éxito, el caballero se convertirá en un novicio de la orden. Kiri-Jolith es su patrón, por lo que en la orden solo pueden entrar personas con valor, heroísmo, autosacrificio y obediencia.

### Caballeros de la Rosa
Una vez los Caballeros de la Espada han ascendido a ser un Caballero Clerista, pueden hacer una dura prueba para llegar a ser Caballeros de la Rosa. Estos deben llegar a ser un Alto Magistrado, y su patrón es Paladine.
- Datos: Q2270017